# Derrick Adkins

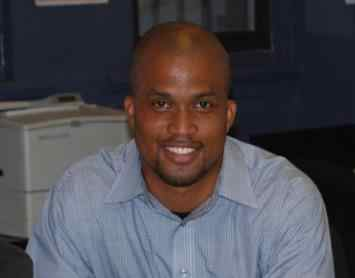
Derrick Adkins 2013

Derrick Adkins (* 2. Juli 1970 in Brooklyn) ist ein ehemaliger US-amerikanischer Leichtathlet.
Der Gewinner der 400-Meter-Hürdenläufe der Studentenweltmeisterschaften von 1991 und 1993 nahm zum ersten Mal bei den Weltmeisterschaften 1991 an einem großen internationalen Event teil. Er erreichte dabei das Finale und wurde Sechster. Nach einem siebten Platz bei den Weltmeisterschaften 1993 machte er 1994 einen großen Leistungssprung. Er wurde erstmals US-amerikanischer Meister über 400 Meter Hürden und wiederholte dies 1995. Bei den Weltmeisterschaften 1995 in Göteborg gewann er die Goldmedaille knapp vor seinem großen Konkurrenten dieser Jahre: Samuel Matete aus Sambia.
Der Weltmeister war auch der erklärte Favorit bei den Olympischen Spielen 1996 in Atlanta. Nur war der Afrikaner Matete mittlerweile nah an seine Leistungen herangerückt. Adkins musste sich im Vorfeld der Spiele in vier von fünf Rennen Matete geschlagen geben, doch hatte er am Ende das Glück auf seiner Seite und wurde Olympiasieger. 1997 wurde er nochmals Zweiter bei den US-amerikanischen Meisterschaften, konnte seinen Titel bei den Weltmeisterschaften 1997 aber verletzungsbedingt nicht verteidigen. Adkins arbeitet heute als Leichtathletiktrainer an der Columbia-Universität in New York City.